# الفرقة العاشرة (العراق)
الفرقة العاشرة هي تشكيل من الجيش العراقي حُلَّت في عام 2003، ولكن أعيد تشكيله في عام 2007.

## تاريخ
خدمت الفرقة المدرعة العاشرة في الحرب العراقية الإيرانية. وشاركت في التحرير الأولي للجيوب الحدودية العراقية التي احتلتها إيران لسنوات. وكُلِّف اللواء الميكانيكي الرابع والعشرون التابع لها بالاستيلاء على جيب سيف سعد الواقع في منتصف الطريق بين مهران ونفط شاه (شمال شرق تورسق). وتلقى قائد الفرقة أوامره في 8 سبتمبر 1980، وكانت العملية جارية بحلول 10 سبتمبر. واُستولي على الجزء الشمالي من الجيب بحلول 13 سبتمبر، والجزء الجنوبي بعد عدة أيام. وفي وقت لاحق من الحرب، تكبدت الفرقة خسائر فادحة في عملية فتح المبين. كما قاتلت في عملية رمضان وعملية بيت المقدس.
خاضت الفرقة حرب الخليج عام 1991 مع قوات الجهاد (الفيلق). واعتُبرت أفضل فرقة نظامية في الجيش العراقي. وكانت تمتلك معدات أحدث من التشكيلات العراقية النظامية الأخرى، حيث جُهِّزَت بدبابات T-72 وT-62. واشتبكت مع القوات الأمريكية والبريطانية خلال معركة نورفولك. اشتبكت الفرقة المدرعة الثالثة الأمريكية مع كتيبة دبابات T-62 العراقية التابعة للفرقة المدرعة العاشرة والتي كانت تابعة لفرقة توكلنا التابعة للحرس الجمهوري في معركة هدف دورست.
في سبتمبر 1997، أدرجت مقالة في مجلة جينز إنتليجنس ريفيو الفرقة المدرعة العاشرة كجزء من الفيلق الرابع، المتمركز في الطيب بمحافظة العمارة (محافظة ميسان)، ويتكون من الألوية 17 و24 و42. بدأت الفرقة غزو العراق عام 2003 تحت قيادة الفيلق الرابع على الحدود الإيرانية شمال العمارة.
حُلَّت الفرقة وبقية جيش صدام حسين العراقي بموجب الأمر رقم 2 الصادر عن سلطة الائتلاف المؤقتة في مايو 2003. ومع ذلك، بحلول منتصف عام 2007، عادت الفرقة إلى نشاطها؛ وقد ورد في طلب حرية المعلومات الذي قدمته القيادة المشتركة الدائمة للمملكة المتحدة في 23 مايو 2007 أن "الفرقة العاشرة (الفرقة 10) مسؤولة عن المحافظات الأربع في جنوب العراق، حيث يتولى لواء واحد مسؤولية كل من محافظات ذي قار وميسان والمثنى، بينما يتولى لواءان (1 و5) مسؤولية البصرة. لم يكتمل تشكيل اللواء الخامس بعد، ولكنه يقوم بالتجنيد والتدريب. ومن المتوقع أن يكتمل ذلك قبل نهاية العام."
وشاركت الفرقة بعد ذلك في معركة البصرة (2008)، والمعروفة أيضًا باسم عملية "صولة الفرسان".
خلال مهمة اللواء القتالي الرابع، فرقة الفرسان الأولى، من يونيو 2008 إلى منتصف 2009، أجرت الفرقة عملية "زئير الأسد"، وهي تمرين مشترك بالذخيرة الحية في محافظة ميسان في أبريل 2009، وهو الأول من نوعه في الجيش العراقي. وقد ضمّ التمرين عناصر أمريكية، وأظهر قدرة الجيش العراقي وقدرته القتالية الفائقة.
في 29 أغسطس 2015، عُيِِّن العميد محمود الفلاحي قائداً للفرقة، بعد مقتل القائد السابق العميد سفين عبد المجيد بتفجير سيارة مفخخة في الرمادي.
في نوفمبر 2014، أفادت التقارير أن اللواء الرابع من الفرقة الأولى أصبح الآن جزءًا من الفرقة العاشرة، التي تعمل جنوب بغداد.

## ملحوظات
1. ↑  Malovany 2017، صفحات 105-106.
2. 1 2 3  Bourque 2001، صفحة 243.
3. ↑  Bourque 2001، صفحة 337.
4. ↑  Malovany 2017، صفحة 663.
5. ↑  Our reference: 21-05-2007-154548-024, 23 May 2007.
6. ↑  Mamoun, Abdelhak. "Abadi appoints Brigadier General Mahmoud al-Filahi Commander of Army's 10th Division." Iraqi News. 30 August 2015. Accessed 17 October 2015.
7. ↑  Dury-Agri, Kassim & Martin 2017، صفحة 23.